# Pankraz Freitag

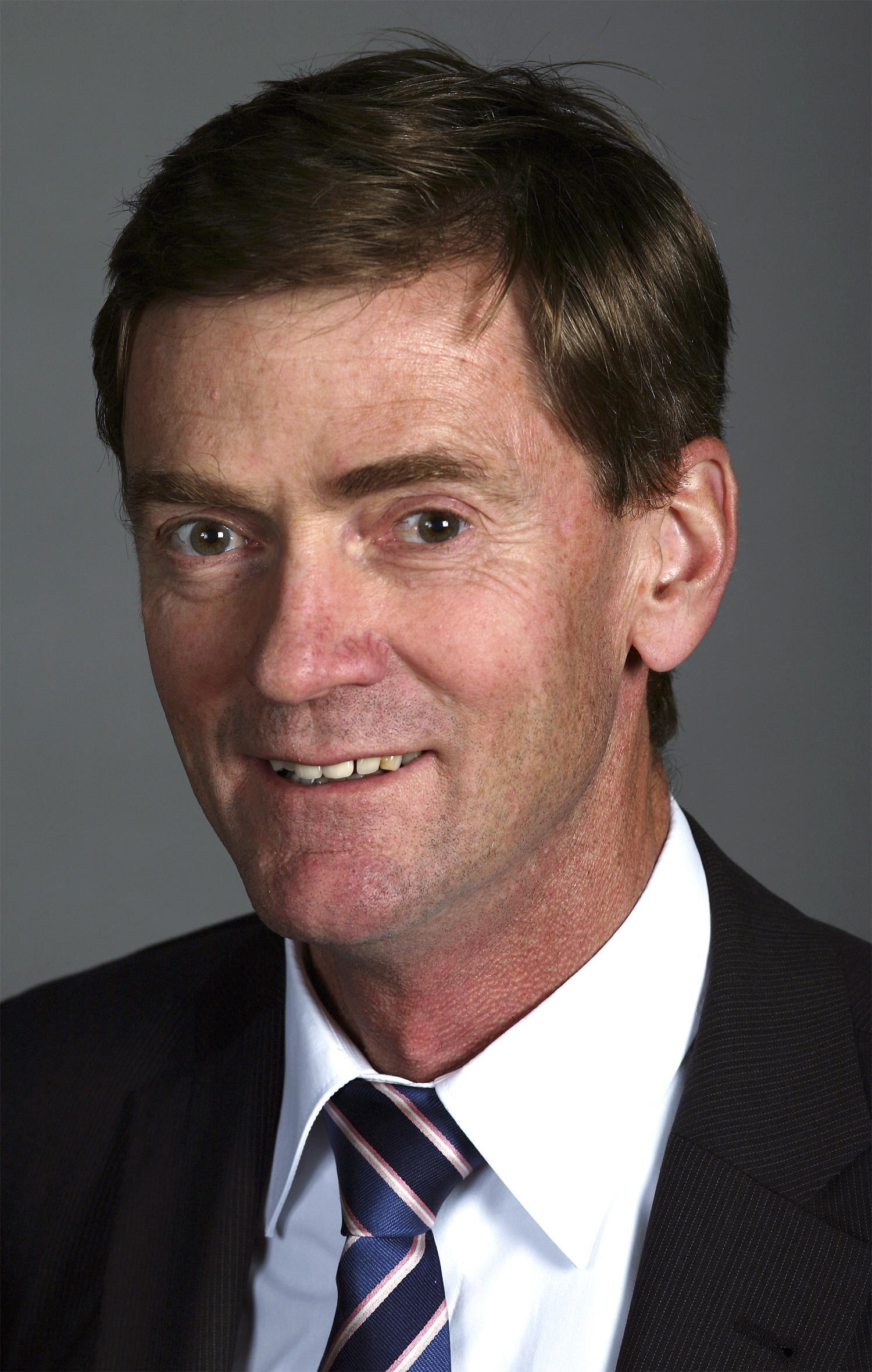
Pankraz Freitag

Pankraz Freitag (* 12. Dezember 1952 in Glarus; † 5. Oktober 2013 in Haslen; heimatberechtigt in Elm und Engi) war ein Schweizer Politiker (FDP).

## Biografie
Pankraz Freitag studierte an der Universität Zürich und schloss mit dem Diplom in Mathematik ab. 1978 wurde er Mathematiklehrer an der Kantonsschule Glarus. 1996 wurde er zum Prorektor befördert. 1994 wurde er in den Landrat des Kantons Glarus gewählt. Von 1998 bis 2008 war er kantonaler Baudirektor im Regierungsrat.
Nachdem Fritz Schiesser (FDP) aus dem Ständerat zurückgetreten war, weil er zum Präsidenten des ETH-Rats gewählt worden war, nominierten die Delegierten der Freisinnig-Demokratischen Partei am 7. Januar 2008 Pankraz Freitag als Ersatzkandidaten. Weiter traten der ehemalige Preisüberwacher Werner Marti (SP) und der fraktionslose René Brandenberger an. Pankraz Freitag erhielt in der Ersatzwahl vom 10. Februar 2008 4969 Stimmen und übertraf damit als Einziger das absolute Mehr von 4568 Stimmen. Der SP-Nationalrat Werner Marti erhielt 2975 Stimmen und wurde Zweiter. Da Freitag in den Ständerat gewählt wurde, musste sein Sitz in der Kantonsregierung an der Ersatzwahl am 6. April 2008 neu besetzt werden. Bei den Parlamentswahlen 2011 wurde Freitag im ersten Wahlgang im Ständerat bestätigt.
Im Ständerat machte er sich vor allem als Finanz- und Umweltpolitiker einen Namen. Er war Mitglied der Kommission für Umwelt, Raumplanung und Energie, der Finanzkommission und der Kommission für Wirtschaft und Abgaben.
Pankraz Freitag hatte verschiedene Mandate inne, unter anderem war er Verwaltungsratspräsident der Nationalen Genossenschaft für die Lagerung radioaktiver Abfälle (Nagra) und Vizepräsident der Axpo Holding.
Pankraz Freitag verstarb in der Nacht vom 4. auf den 5. Oktober 2013 zuhause in Haslen im Alter von 60 Jahren. Er war ab 1980 verheiratet und hatte zwei Söhne und eine Tochter.